# Colegio Peruano Chino Diez de Octubre
El Colegio Peruano Chino "Diez de Octubre" (en chino, 中華三民聯校; pinyin, zhōnghuá sānmín lián xiào, traducción literal: Colegios Unidos Chung Wa - San Min) (siglas: CDO), es un colegio privado con sedes en Breña, San Miguel y Chiclayo, Perú. Fue fundado en 1924 por un grupo de señoras de la Asociación de Damas Católicas de la Colonia China. El colegio ofrece estudios de educación inicial, primaria y secundaria.

## Historia
En 1924, un grupo de señoras de la Asociación de Damas Católicas de la Colonia China, en sus acostumbradas reuniones de bienestar social, consideraron la impostergable necesidad de crear un centro educativo para beneficio de los hijos de los chinos residentes, siendo este el primer colegio chino de América. Por razones diversas, los nombres de aquellas personas quedaron en el olvido. Sin embargo, quedó constancia en la Resolución Oficial expedida por el Ministerio de Educación Pública a través del Consejo Nacional de Enseñanza, consignada en el oficio N°36 de fecha 12 de agosto de 1924.
El colegio "Chung Wa" (en chino, 中華; pinyin, Zhōnghuá), creado en 1924, y el colegio "San Min" (en chino, 三民; pinyin, Sānmín), creado en 1936, sirvieron de base para la creación del C.E.P. "Diez de Octubre" en el distrito de Breña en 1962. La población estudiantil siempre fue en aumento y producto de esto, los promotores crearon el anexo "Confucio" en el distrito de San Miguel en 1982, y el colegio "Sun Yat Sen" en la ciudad de Chiclayo en 2006. 
Aparte de los centros educativos, el colegio también cuenta con un Centro de Esparcimiento y Recreación, ubicado en el distrito de Cieneguilla, al cual las promociones asisten anualmente. El educador Juan León Lara fue el gestor y conductor de estas obras.

### Diez de Octubre
El 10 de octubre es una fecha importante en la historia de China, pues se conmemora el resultado de la insurgencia de Sun Yat-sen contra el régimen de la dinastía Qing en 1911.

## Modelo educativo

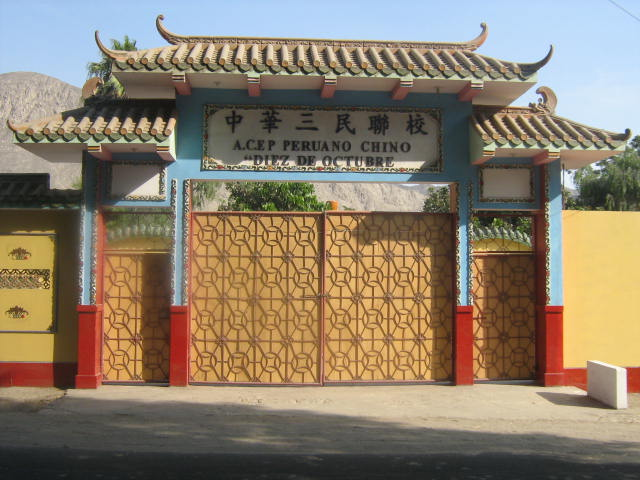
Frontis del Centro de Esparcimiento y Recreación del Colegio Peruano Chino Diez de Octubre, ubicado en el distrito de Cieneguilla, Lima.

La enseñanza de los dos idiomas de mayor uso en el mundo, como el inglés y el chino, son parte de la currícula académica. El equipo de docentes es constantemente sometido a actualizaciones y capacitaciones y se cuenta con equipamiento en la sala de computación y en los laboratorios de ciencias. El marco formativo se basa en principios morales, valores éticos, piedad filial y amor a la patria, sumados a las virtudes de la filosofía oriental.

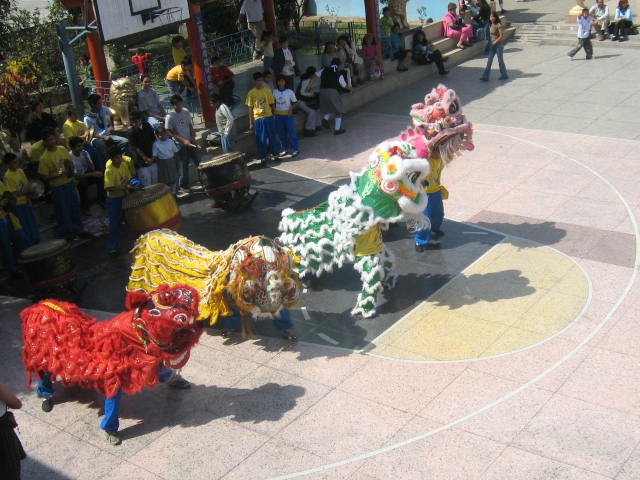
La Danza del León Chino, popularmente conocida por ahuyentar a los malos espíritus.

En octubre de 2005, a Don Juan León Lara, expresidente del Directorio de la Asociación Promotora del Colegio Peruano Chino "Diez de Octubre", le fue concedida, por el Consejo, la Medalla de Honor del Congreso de la República del Perú, la condecoración de la Medalla de Honor, en el grado de Oficial, impuesta por el presidente del Congreso de la República Marcial Ayaipoma Alvarado. Según la Resolución Legislativa, dicha distinción le fue otorgada en merecimiento a su destacada y reconocida labor como educador y formador de niños y jóvenes, basada en una enseñanza científica y humanista e inspirada en valores y principios confucianos, que alienta y renueva el mestizaje fecundo entre las culturas milenarias china y peruana. Además, fue merecedor de las Palmas Magistrales del Ministerio de Educación del Perú.
Bajo su dirección, se permitió abrir el anexo "Confucio" en el distrito de San Miguel, Lima en 1982 y el colegio Sun Yat Sen en el distrito de Pimentel, Chiclayo en 2006, financiados con recursos propios.

### Producción de textos

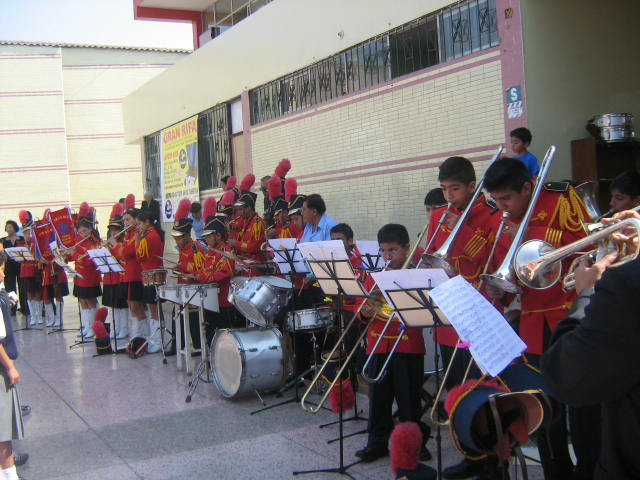
La Banda de Música en una retreta.

La institución produce sus propios libros y textos de trabajo, hechos por los expertos en la materia y entregados al alumno sin costo adicional, para los cursos de Matemáticas, Ciencia y Ambiente, Química, Biología, Física, Comunicación (Lengua y Literatura), Historia, Geografía y Economía, e Idioma Chino. Además, produce separatas para los alumnos en los cursos de Formación Ciudadana y Cívica, Persona, Familia y Relaciones Humanas (PFRH) y Religión. 

### Ingreso directo
Los egresados que permanecieron en el tercio superior, durante la secundaria, obtienen el ingreso directo a las universidades siguientes:
- Universidad de Lima (ULIMA)
- Universidad de San Martín de Porres (USMP)
- Universidad Peruana de Ciencias Aplicadas (UPC)
- Pontificia Universidad Católica del Perú  (PUCP)
- Universidad del Pacífico  (UP)
- Universidad San Ignacio de Loyola  (USIL)
- Universidad Peruana Cayetano Heredia (UPCH)

## Premios y distinciones
- Del Consejo Iberoamericano de Educación
- Del Consejo Nacional de Ciencia y Tecnología
- Del Ministerio de Educación del Perú - Gallardete a Perpetuidad a la Banda de Música
- De la Universidad de Lima - 1.er puesto en el X Juego de Bolsa para Escolares. Logro obtenido por alumnos de la promoción 2011, los cuales han sido insuperables hasta el momento.[1]
- De la Municipalidad Distrital de Breña.
- De la Universidad del Pacífico - 1.er puesto en la 9° edición del concurso interescolar "Desafío Inversionista Junior" realizado en la Bolsa de Valores de Lima.